# Кінтомо Мусянокодзі
Кінтомо Мусянокодзі (яп. 武者小路 公共) (29 серпня, 1882, Токіо, Японська імперія — 21 квітня 1962, Японія) — японський дипломат, віконт (сісяку), державний та громадський діяч.

## Життєпис
Народився в багатодітній аристократичній японській родині Мусякодзі. Його батько віконт (сісяку) Саней Мусякодзі помер, коли хлопчику було 5 років, і він був вихований значною мірою матір'ю. Брат - письменник Санеацу Мусякодзі.
Закінчив юридичний факультет Токійського імператорського університету.
З 10 жовтня по 4 жовтня 1930 входив до складу японської делегації на одинадцятій сесії асамблеї Ліги Націй, що проходила в Женеві .
З 1929 по 1930 був надзвичайним та повноважним послом Японії у Швеції, представляючи одночасно інтереси своєї країни і у Фінляндії. У цій якості 12 квітня 1930 підписав від імені уряду Японії Конвенцію про деякі питання щодо законів про громадянство.
З 28 грудня 1934 по 12 грудня 1937 був на посаді посла Японії в Німеччині і в цій якості від імені уряду Японії 25 листопада 1936 в Берліні підписав Антикомінтернівський пакт.
Після закінчення Другої світової війни окупаційною владою був звільнений від державних посад.
У 1952-1955 був головою Японсько-німецького товариства.
Помер 21 квітня 1962.

## Нагороди
- Орден Полярної зірки командор Великого Хреста (1933)
- Орден Вранішнього сонця 1 класу